# نمره اخلاق صفر
نمره اخلاق، صفر فیلمی است از ژان ویگو کارگردان فرانسوی که در سال ۱۹۳۳ ساخته شد.

## موضوع فیلم
نمره اخلاق صفر داستان زندگی چهار دانش‌آموز یک مدرسه شبانه‌روزی است که نمی‌توانند خود را با معیارهایی که معلم‌هایشان برایشان تعیین کرده‌اند، وفق دهند و پشت سر هم نمره صفر می‌گیرند.
فیلم وقتی به اوج می‌رسد که دانش آموزان، روز گردهمایی مدرسه در حضور مقامات محلی دست به شورش می‌زنند.

## حاشیه‌ها
فیلم پیش از آنکه به نمایش عمومی درآید، توسط انجمن سانسور فرانسه توقیف شد. دلیلش ظاهراً تصویر تند و مخربی بود که فیلم از موسسه‌های آموزشی طبقه متوسط فرانسه ارائه می‌کرد.
فیلم در سال ۱۹۴۵ اجازه نمایش یافت.